# 이익준
이익준(1990년 7월 23일 ~ )은 대한민국의 배우이다.

## 출연작

### 영화
- 《머니백》 (2018년) - 신입 감찰반 역
- 《돌아와요 부산항애》 (2018년) - 민구 역
- 《콜리션》 (2017년) - 정수 역
- 《총과 토끼》 (2016년)
- 《마녀》 (2014년) - 민호 역
- 《야간비행》 (2014년) - 송준우 역
- 《18: 우리들의 성장 느와르》 (2014년) - 이동철 역
- 《연애의 온도》 (2013년) - 남자 은행원 1 역

### 드라마
- 《스캔들》 (KBS2, 2024년) - 남비서 역
- 《히든보이스》 (콬티비, 2022년) - 류혁 역
- 《마녀의 법정》 (KBS2, 2017년) - 철영 역
- 《아버지가 이상해》 (KBS2, 2017년) - 젊은 시절 이윤석 (변한수) 역
- 《굿 와이프》 (tvN, 2016년) - 남학생 검사 역
- 《KBS 드라마 스페셜 - 비밀》 (KBS2, 2015년) - 신참 역
- 《비밀의 문》 (SBS, 2014년) - 김도형 역
- 《닥터 이방인》 (SBS, 2014년) - 영수 역
- 《세 번 결혼하는 여자》 (SBS, 2013년) - 준호 역
- 《사건번호 113》 (SBS, 2013년) - 한동호 역

### 광고
- 굽네치킨
- 헤라옴므
- 신한카드